# Gene Tierney
Gene Tierney (n. 19 noiembrie 1920, Brooklyn, New York  - d. 6 noiembrie 1991, Houston, Texas) - actriță americană de film și teatru.

## Biografie
Gene Tierney a trăit în perioada 20 noiembrie 1920 - 06 noiembriie 1991, s-a născut în Brooklyn, New York, și a murit de emfizem, în Houston. Ea a fost o actriță care a înregistrat un real succes cu rolul din filmul „Laura”. A jucat în 35 de filme, dar a avut probleme mentale de sănătate, a stat prin spitale, încercând să-și salveze imaginea. Un alt film important în care a jucat a fost „Leave Her to Heaven”, în 1945. A avut idile cu playboyul Prince Aly Khan, cu tânărul ofițer de navă John F. Kennedy, cu actorul Tyrone Power, cu cineastul Howard Hughes. Primul soț a fost designerul vestimentar Oleg Cassini, cu care s-a căsătorit în 1940. Din căsătorie a rezultat un copil, o fată, cu retard. Căsnicia a durat până în 1952. Actrița a suferit pierderi de memorie (1950), potrivit autobiografiei din 1979, intitulată „Self Portrait”. În anii 1960, ea a apărut în drame realizate la televiziune și în trei filme, ultimul fiind „The Pleasure Seekers”, în 1964 și la televiziune, în 1980, ultimul fiind „Scruples”. În 1961, s-a căsătorit cu milionarul texan, un afacerist în domeniul petrolului, W. Howard Lee. Căsătoria a durat până în 1981, când a murit el, la Houston. Actrița a rămas activă în politica locală și a servit alte cauze, printre altele, ajutând copiii retardați. A primit o stea pentru film, în partea de nord, aria 6100, pe Bulevardul din Hollywood.

## Filmografie (selecție)
- Laura (1944) - rolul titular
- Heaven Can Wait (1943)
- Pe muchie de cuțit (1946) -  Isabel Bradley
- The Iron Curtain (1948) - Anna Gouzenko
- The Egyptian (1954) - prințesa Baketamon.